# Мата (кантон)
Мата (фр. Matha) — кантон во Франции, находится в регионе Пуату — Шаранта. Департамент кантона — Шаранта Приморская. Входит в состав округа Сен-Жан-д’Анжели. Население кантона на 2006 год составляло 9443 человек.
Код INSEE кантона 1715. Всего в кантон Мата входят 25 коммун, из них главной коммуной является Мата.

## Коммуны кантона
- Баньизо — население 192 чел.
- Баллан — население 200 чел.
- Базож — население 125 чел.
- Бове-сюр-Мата — население 712 чел.
- Бланзак-ле-Мата — население 322 чел.
- Бредон — население 263 чел.
- Бри-су-Мата — население 184 чел.
- Курсрак — население 275 чел.
- Крессе — население 255 чел.
- Жибурн — население 114 чел.
- Гурвиллет — население 106 чел.
- Эн (Шаранта Приморская) — население 491 чел.
- Ла-Брус — население 498 чел.
- Ле-Туш-де-Периньи — население 535 чел.
- Лузиньяк — население 163 чел.
- Маквиль — население 297 чел.
- Массак — население 177 чел.
- Мата (Шаранта Приморская) — население 2107 чел.
- Мон (Шаранта Приморская) — население 455 чел.
- Нёвик-ле-Шато — население 394 чел.
- Приньяк — население 306 чел.
- Сант-Уан — население 141 чел.
- Сьек — население 205 чел.
- Соннак — население 529 чел.
- Тор (Шаранта Приморская) — население 397 чел.